# 76 mm/62 M.M.I.
76 mm/62 Super Rapid е италианска корабна универсална артилерийска установка калибър 76,2 mm. Разработена и произвеждана в Италия от компанията OTO Melara. Състои на въоръжение във ВМС на Италия. Нейна усъвършенстван вариант става артустановката 76 mm/62 Compact.

## Коментари
1. ↑  Цитираният темп на стрелба е само теоретичен (поради капацитета на пълнителя, скоростта на презареждане и предпазването на ствола от прегряване). Реално стрелбата се извършва с единични изстрели или в серия от тро до пет изстрела.